# PopMart Tour
PopMart Tour – trasa koncertowa irlandzkiego zespołu rockowego U2 z lat 1997–1998, promująca album Pop z 1997 roku.

Trasa rozpoczęła się 25 kwietnia 1997 w Las Vegas, by w lipcu tego roku przenieść się do Europy. 12 sierpnia grupa dała koncert w Polsce na torze wyścigów konnych na warszawskim Służewcu. 

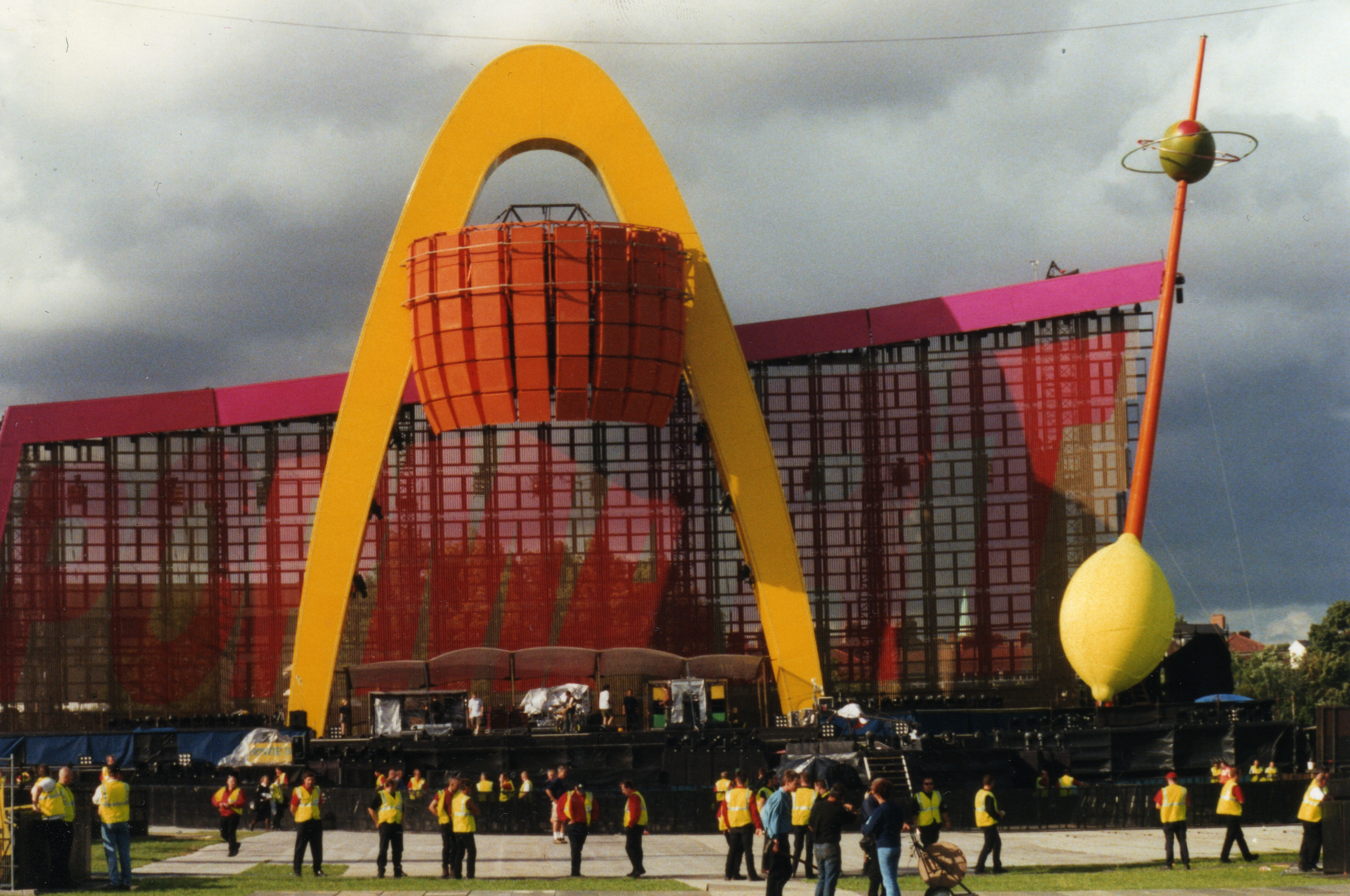
Konstrukcja sceny podczas koncertu w Belfaście w sierpniu 1997

W październiku 1997 rozpoczęła się trzecia odsłona trasy, znów w Ameryce Północnej, zaś w styczniu 1998 zespół przeniósł się do Rio de Janeiro, zaczynając ostatni etap podróżując do Ameryki Południowej, Australii, Japonii i RPA. Ostatni koncert odbył się w Johannesburgu 21 marca 1998.

## Lista koncertów

### Część 1 – Ameryka Północna
1. 25 kwietnia 1997 – Las Vegas, Nevada, USA – Sam Boyd Stadium
2. 28 kwietnia 1997 – San Diego, Kalifornia, USA – Jack Murphy Stadium
3. 1 maja 1997 – Denver, Kolorado, USA – Mile High Stadium
4. 3 maja 1997 – Salt Lake City, Utah, USA – Rice-Eccles Stadium
5. 6 maja 1997 – Eugene, Oregon, USA – Autzen Stadium, U. of Oregon
6. 9 maja 1997 – Tempe, Arizona, USA – ASU Sun Devil Stadium
7. 12 maja 1997 – Dallas, Teksas, USA – Cotton Bowl
8. 14 maja 1997 – Memphis, Tennessee, USA – Liberty Bowl
9. 16 maja 1997 – Clemson, Karolina Południowa, USA – Death Valley Stadium
10. 19 maja 1997 – Kansas City, Missouri, USA – Arrowhead Stadium
11. 22 maja 1997 – Pittsburgh, Pensylwania, USA – Three Rivers Stadium
12. 24 maja 1997 – Columbus, Ohio, USA – Ohio Stadium
13. 26 maja 1997 – Waszyngton, Dystrykt Kolumbia, USA – Robert F. Kennedy Stadium
14. 31 maja 1997 – East Rutherford, New Jersey, USA – Giants Stadium
15. 1 czerwca 1997 – East Rutherford, New Jersey, USA – Giants Stadium
16. 3 czerwca 1997 – East Rutherford, New Jersey, USA – Giants Stadium
17. 8 czerwca 1997 – Filadelfia, Pensylwania, USA – Franklin Field
18. 12 czerwca 1997 – Winnipeg, Manitoba, Kanada – Winnipeg Stadium
19. 14 czerwca 1997 – Edmonton, Alberta, Kanada – Commonwealth Stadium
20. 15 czerwca 1997 – Edmonton, Alberta, Kanada – Commonwealth Stadium
21. 18 czerwca 1997 – Oakland, Kalifornia, USA – Oakland-Alameda County Coliseum
22. 19 czerwca 1997 – Oakland, Kalifornia, USA – Oakland-Alameda County Coliseum
23. 21 czerwca 1997 – Los Angeles, Kalifornia, USA – Los Angeles Coliseum
24. 25 czerwca 1997 – Madison, Wisconsin, USA – Camp Randall Stadium
25. 27 czerwca 1997 – Chicago, Illinois, USA – Soldier Field
26. 28 czerwca 1997 – Chicago, Illinois, USA – Soldier Field
27. 29 czerwca 1997 – Chicago, Illinois, USA – Soldier Field
28. 1 lipca 1997 – Foxboro, Massachusetts, USA – Foxboro Stadium
29. 2 lipca 1997 – Foxboro, Massachusetts, USA – Foxboro Stadium

### Część 2 – Europa
1. 18 lipca 1997 – Rotterdam, Holandia – Feyenoord Stadium
2. 19 lipca 1997 – Rotterdam, Holandia – Feyenoord Stadium
3. 25 lipca 1997 – Werchter, Belgia – Festival Grounds
4. 27 lipca 1997 – Kolonia, Niemcy – Butzweiler Hof
5. 29 lipca 1997 – Lipsk, Niemcy – Festwiese
6. 31 lipca 1997 – Mannheim, Niemcy – Maimarkt
7. 2 sierpnia 1997 – Göteborg, Szwecja – Ullevi Stadion
8. 4 sierpnia 1997 – Kopenhaga, Dania – Parken Stadium
9. 6 sierpnia 1997 – Oslo, Norwegia – Valle Hovin Stadion
10. 9 sierpnia 1997 – Helsinki, Finlandia – Olympic Stadium
11. 12 sierpnia 1997 – Warszawa, Polska – Tor wyścigów konnych Służewiec
12. 14 sierpnia 1997 – Praga, Czechy – Strahov Stadium
13. 15 sierpnia 1997 – Pecz, Węgry – Lauber Dezső Sports Hall
14. 16 sierpnia 1997 – Wiener Neustadt, Austria – Airfield
15. 18 sierpnia 1997 – Nuremberg, Niemcy – Zeppelinfeld
16. 20 sierpnia 1997 – Hanower, Niemcy – Expo Field
17. 22 sierpnia 1997 – Londyn, Anglia – Stadion Wembley
18. 23 sierpnia 1997 – Londyn, Anglia  – Stadion Wembley
19. 26 sierpnia 1997 – Belfast, Irlandia Północna – Botanic Gardens
20. 28 sierpnia 1997 – Leeds, Anglia – Roundhay Park
21. 30 sierpnia 1997 – Dublin, Irlandia – Lansdowne Road
22. 31 sierpnia 1997 – Dublin, Irlandia – Lansdowne Road
23. 2 września 1997 – Edynburg, Szkocja – Murrayfield Stadium
24. 6 września 1997 – Paryż, Francja – Parc des Princes
25. 9 września 1997 – Madryt, Hiszpania – Estadio Vicente Calderon
26. 11 września 1997 – Lizbona, Portugalia – Estadio Jose Alvalade
27. 13 września 1997 – Barcelona, Hiszpania – Estadi Olimpic de Montjuie
28. 15 września 1997 – Montpellier, Francja – Espace Grammont
29. 18 września 1997 – Rzym, Włochy – Aerporte Del-Urbe
30. 20 września 1997 – Reggio Emilia, Włochy – Festival Site
31. 23 września 1997 – Sarajewo, Bośnia i Hercegowina – Olimpijski Stadion Koševo
32. 26 września 1997 – Saloniki, Grecja  – Harbour Yard
33. 30 września 1997 – Tel Aviv, Izrael – Park ha-Jarkon

### Część 3 – Ameryka Północna
1. 26 października 1997 – Toronto, Kanada – Skydome
2. 27 października 1997 – Toronto, Kanada – Skydome
3. 29 października 1997 – Minneapolis, Minnesota, USA – Hubert H. Humphrey Metrodome
4. 31 października 1997 – Pontiac, Michigan, USA – Pontiac Silverdome
5. 2 listopada 1997 – Montreal, Quebec, Kanada – Stadion Olimpijski
6. 8 listopada 1997 – St. Louis, Missouri, USA – Trans World Dome
7. 10 listopada 1997 – Tampa, Floryda, USA – Houlihan’s Stadium
8. 12 listopada 1997 – Jacksonville, Floryda, USA – Municipal Stadium
9. 14 listopada 1997 – Miami, Floryda, USA – Pro Player Stadium
10. 21 listopada 1997 – Nowy Orlean, Luizjana, USA – Louisiana Superdome
11. 23 listopada 1997 – San Antonio, Teksas, USA – Alamodome
12. 26 listopada 1997 – Atlanta, Georgia, USA – Georgia Dome
13. 28 listopada 1997 – Houston, Teksas, USA – Houston Astrodome
14. 2 grudnia 1997 – Meksyk, Meksyk – Autódromo Hermanos Rodríguez
15. 3 grudnia 1997 – Meksyk, Meksyk – Autódromo Hermanos Rodríguez
16. 9 grudnia 1997 – Vancouver, Kolumbia Brytyjska, Kanada – B.C. Place Stadium
17. 12 grudnia 1997 – Seattle, Waszyngton, USA – The Kingdome

### Część 4 – Reszta świata
1. 27 stycznia 1998 – Rio de Janeiro, Brazylia – Nelson Piquet Autodrome
2. 30 stycznia 1998 – São Paulo, Brazylia – Morumbi
3. 31 stycznia 1998 – São Paulo, Brazylia – Morumbi
4. 5 lutego 1998 – Buenos Aires, Argentyna – River Plate Stadium
5. 6 lutego 1998 – Buenos Aires, Argentyna – River Plate Stadium
6. 7 lutego 1998 – Buenos Aires, Argentyna – River Plate Stadium
7. 11 lutego 1998 – Santiago, Chile – Estadio Nacional
8. 17 lutego 1998 – Perth, Australia Zachodnia, Australia – Burswood Dome
9. 21 lutego 1998 – Melbourne, Wiktoria, Australia – Waverley Park
10. 25 lutego 1998 – Brisbane, Queensland, Australia – ANZ Stadium
11. 27 lutego 1998-  Sydney, Nowa Południowa Walia, Australia – Sydney Football Stadium
12. 5 marca 1998 – Tokio, Japonia – Tokyo Dome
13. 11 marca 1998 – Osaka, Japonia – Osaka Dome
14. 16 marca 1998 – Kapsztad, RPA – Green Point Stadium
15. 21 marca 1998 – Johannesburg, RPA – Johannesburg Stadium

## Najczęściej grane utwory
Lista najczęściej granych utworów (od 10 w górę):
- Staring at the Sun – Pop (95 razy)
- Bullet the Blue Sky – The Joshua Tree (93 razy)
- Discothèque – Pop (93 razy)
- Even Better Than the Real Thing – Achtung Baby (93 razy)
- Gone – Pop (93 razy)
- Hold Me, Thrill Me, Kiss Me, Kill Me (93 razy)
- I Still Haven’t Found What I’m Looking For – The Joshua Tree (93 razy)
- I Will Follow – Boy (93 razy)
- Last Night on Earth – Pop (93 razy)
- Mofo – Pop (93 razy)
- Mysterious Ways – Achtung Baby (93 razy)
- One – Achtung Baby (93 razy)
- Please – Pop (93 razy)
- Pride (In the Name of Love) – The Unforgettable Fire (93 razy)
- Until the End of the World – Achtung Baby (93 razy)
- Where the Streets Have No Name – The Joshua Tree (93 razy)
- With or Without You – The Joshua Tree (93 razy)
- If You Wear That Velvet Dress – Pop (90 razy)
- New Year’s Day – War (68 razy)
- Miami – Pop (62 razy)
- All I Want Is You – Rattle and Hum (58 razy)
- Sunday Bloody Sunday – War (33 razy)
- Daydream Believer (Edge Karaoke) (27 razy)
- If God Will Send His Angels – Pop (23 razy)
- Unchained Melody (23 razy)
- Wake Up Dead Man – Pop (22 razy)
- MLK – The Unforgettable Fire (19 razy)
- Desire – Rattle and Hum (12 razy)